# Stegastes gascoynei
Stegastes gascoynei es una especie de peces de la familia Pomacentridae en el orden de los Perciformes.

## Morfología
Los machos pueden llegar alcanzar los 15 cm de longitud total.

## Hábitat
Es un pez de mar.

## Distribución geográfica
Se encuentra al sur del Mar del Coral, Australia, Nueva Caledonia y Nueva Zelanda.